# Ерік дель Кастільйо
Ерік дель Кастільйо (ісп. Eric del Castillo; нар. 22 червня 1934, Селая, Гуанахуато) — мексиканський актор театру, кіно та телебачення. Батько Кейт дель Кастільйо.

## Життєпис
Хосе Едуардо Ерік дель Кастільйо-Негрете Гальван народився 22 червня 1934 року в місті Селая, штат Гуанахуато, в родині пожежника Едуардо дель Кастільйо-Негрете Рівери (1907—1948) та сільської вчительки Аврори Гальван Валенсуели (1901—1992), які окрім нього мали ще двох молодших синів — Федеріко (1936—1980, актор, чоловік Магди Гусман, загинув через нещасний випадок) та Леопольдо. Його батько походив зі знатної іспанської родини. Батьки розлучилися, і 1945 року мати вийшла заміж вдруге. 1948 року батько загинув під час гасіння пожежі у магазині побутової техніки в Мехіко. 1952 року, за порадою матері, вступив до семінарії, яку покинув наступного року. 1954 року почав вивчати акторську майстерність в Інституті кіно, театру та телебачення при Національній асоціації акторів (ANDA) під керівництвом Андреса Солера.
Акторську кар'єру розпочав у першій половині 1950-х років як актор експериментального театру у незалежних постановках (його творчий доробок налічує понад 40 театральних робіт). 1959 року вперше знявся в кіно у другорядній ролі в трилері «Бурхливе літо» за участю Педро Армендаріса. 1963 року зіграв свою першу головну роль у фільмі жахів «Пекельне обличчя» Альфредо Кревенни. Роком раніше почав зніматися на телебаченні, і з того часу зіграв у понад 50 теленовелах і серіалах. Пробував себе також як режисер і сценарист.
1964 року одружився з акторкою Роксаною Білліні Сантамарія. 19 листопада 1965 року в подружжя народився син Естебан Едуардо Понсіано дель Кастільйо-Негрете Білліні (юрист). 1967 року пара розлучилася. 1969 року одружився з Кейт Трільйо Грем. У цьому шлюбі народилися дві дочки — Вероніка (2 січня 1970, телеведуча) та Кейт (23 жовтня 1972, акторка).
У вересні 2011 року в Сан-Антоніо, штат Техас, було відкрито Eagle Eye Art Academy, якою дель Кастільйо керує та володіє спільно з дочкою Кейт.
У серпні 2012 року стало відомо, що актор хворіє на рак простати і проходить курс лікування хіміотерапією. У травні 2013 року було повідомлено, що хвороба відступила.

## Вибрана фільмографія
| Рік       |   | Українська назва                 | Оригінальна назва                  | Роль                                           |
| --------- | - | -------------------------------- | ---------------------------------- | ---------------------------------------------- |
| 1960      | ф | Бурхливе літо                    | Verano violento                    | Карлос                                         |
| 1962      | ф | Ангел-винищувач                  | El ángel-exterminador              | епізод                                         |
| 1962      | ф | Гріх                             | Pecado                             | Рікардо Леон                                   |
| 1963      | ф | Пекельне обличчя                 | Rostro infernal                    | граф Бранкован                                 |
| 1963      | ф | Мисливиці на акул                | Tiburoneros                        | Ель Костаньйо                                  |
| 1967      | ф | Імперія Дракули                  | El imperia de Drácula              | барон Дракулштейн                              |
| 1971      | ф | Генеральша                       | La generala                        | полковник Фелісіано Лопес                      |
| 1971      | с | Тінь Лусії                       | Lucía Sombra                       | Сантьяго Рангель                               |
| 1972      | с | Карета                           | El carruaje                        | полковник Ніколас Ромеро / Педро Меокі / Себас |
| 1972      | ф | Ісус, Марія та Йосип             | Jesús, María y José                | Амроз                                          |
| 1974      | ф | Острів самотніх чоловіків        | La isla de los hombres solos       | Капітан                                        |
| 1975      | ф | Знамення                         | Presagio                           | Матео                                          |
| 1976      | ф | Гаряча гадюка                    | Vibira caliente                    | Еміліано                                       |
| 1982      | ф | Дивний син шерифа                | El extraño hijo del cheriff        | шериф                                          |
| 1983      | ф | Племінниці Диявола               | Las sobrinas del diablo            | Диявол                                         |
| 1983      | с | Прокляття                        | El malefiicio                      | Карлос Реєс                                    |
| 1986      | с | Жінка, випадки з реального життя | Mujer, casos de la vida real       | Фермін                                         |
| 1987      | с | Ціна слави                       | El precio de fama                  | Альфонсо Берналь                               |
| 1991      | с | Коли приходить кохання           | Cuando llega el amor               | дон Рафаель Контрерас                          |
| 1992      | с | Назустріч сонцю                  | De frente al sol                   | Даніель Сантана                                |
| 1993—1994 | с | За мостом                        | Más allá del puente                | Даніель Сантана                                |
| 1995      | с | Алондра                          | Alondra                            | Бальдомеро Діас                                |
| 1995—1996 | с | Марія з передмістя               | María la del barrio                | суддя                                          |
| 1998      | с | Брехня                           | La mentira                         | Теодоро Фернандес-Негрете                      |
| 1999—2000 | с | Обдурені жінки                   | Mujeres engañadas                  | Хорхе Мартінес                                 |
| 2001      | с | Подруги і суперниці              | Amigas y rivales                   | Роберто де ла О                                |
| 2003      | с | Моя кохана дівчинка              | Niña amada mia                     | Клементе Соріано                               |
| 2004      | с | Ставка на кохання                | Apuesta por un amor                | Шепе Естрада                                   |
| 2006      | с | Прихована правда                 | La verdad oculta                   | Грегоріо Пінеда                                |
| 2007—2008 | с | Пристрасть                       | Pasión                             | Гаспар де Вальдес                              |
| 2008—2009 | с | Удар в серце                     | Un gancho al corazón               | Маркос Лербо де Техада                         |
| 2010      | с | Я твоя хазяйка                   | Soy tu dueña                       | Федеріко Монтесінос                            |
| 2012      | с | Безодня пристрасті               | Abismo de pasión                   | Лусіо Елізондо (Ніго)                          |
| 2013      | с | Те, що життя в мене вкрало       | Lo que la vida me robó             | падре Ансельмо Кіньйонес                       |
| 2016      | с | Тричі Ана                        | Tres veces Ana                     | Еварісто Герра                                 |
| 2016      | с | Революція: Битви за Селаю        | Revolucion: Las batallas de Celaya | генерал Хіменес                                |
| 2017      | с | Мій чоловік має сім’ю            | Mi marido tiene familia            | Уго Агілар                                     |
| 2020      | с | Донья                            | La doña                            | Рікардо Відаль                                 |
| 2022—2023 | с | Мій секрет                       | Mi secreto                         | отець Давид                                    |
| 2024      | с | Жити любов'ю                     | Vivir de amor                      | Еміліо Ріверо Куельяра                         |
| 2024      | с | Моя вічна любов                  | Mi amor sin tiempo                 | Альваро                                        |

### Режисер
- 1983 — Племінниці диявола / Las sobrinas del diablo
- 1985 — Самовдоволена ластівка / Golondrina presumida

### Сценарист
- 1976 — Гаряча гадюка / Vibora caliente
- 1982 — Дивний син шерифа / El extraño hijo del cheriff

### Продюсер
- 2016 — Революція: Битви за Селаю (мінісеріал) / Revolucion- Las batallas de Celaya

## Нагороди та номінації
TVyNovelas Awards
- 1987 — Номінація на найкращу роль у виконанні заслуженого актора (Ціна слави).
- 1991 — Номінація на найкращу роль у виконанні заслуженого актора (Коли приходить кохання).
- 1996 — Номінація на найкращу роль у виконанні заслуженого актора (Алондра).
- 1999 — Номінація на найкращу роль у виконанні заслуженого актора (Брехня).
- 2000 — Найкраща роль у виконанні заслуженого актора (Обдурені жінки).
- 2002 — Найкраща роль у виконанні заслуженого актора (Подруги і суперниці).
- 2003 — Номінація на найкращу роль у виконанні заслуженого актора (Моя кохана дівчинка).
- 2005 — Найкращий актор другого плану (Ставка на кохання).
- 2006 — Найкраща роль у виконанні заслуженого актора (Прихована правда).
- 2011 — Номінація на найкращу роль у виконанні заслуженого актора (Я твоя хазяйка).
- 2013 — Номінація на найкращу роль у виконанні заслуженого актора (Безодня пристрасті).
- 2014 — Спеціальна нагорода Життя на сцені (ісп. Una vida en el escenario).
- 2017 — Номінація на найкращу роль у виконанні заслуженого актора (Тричі Ана).

Bravo Awards
- 2002 —  Найкращий актор (Подруги і суперниці).